# Ciemniki
Ciemniki (niem. Czemnik / Ciemnik) – wieś w Polsce położona w województwie kujawsko-pomorskim, w powiecie świeckim, w gminie Jeżewo.
W latach 1975–1998 miejscowość administracyjnie należała do województwa bydgoskiego. Według Narodowego Spisu Powszechnego (III 2011 r.) liczyła 180 mieszkańców. Jest siódmą co wielkości miejscowością gminy Jeżewo.

## Historia
Ciemniki to kociewska wieś. Pierwsza historyczna nazwa pochodzi z 1821 r. i została zapisana w języku niemieckim jako Czemnick-Wenglarken (Ciemniki-Węglarki). Następne to: Czemnik (1879 r.), Ciemnik (1925 r.), Ciemniki (1931 r.). Nazwa wsi jest nazwą topograficzną pochodzącą od przymiotnika „ciemny” z formantem - ik (może utworzona od nieznanej dziś nazwy lasu - „Ciemnik”); nazwa spluralizowana (występuje w formie liczby mnogiej) w latach trzydziestych XX wieku. Drugi człon pierwotnej nazwy - Węglarki jest nazwą kulturową najprawdopodobniej wywodzi się od rzeczownika „węglarka” - pieca do wypalania węgla drzewnego, kociewsko-kaszubskie „vągle” - to zwęglone kawałki niedopalonego drewna.
Początki wsi wiążą się z reformą agrarną, którą na terenie dzisiejszej gminy Jeżewo władze pruskie rozpoczęły w 1820 r. W 1821 roku na rozparcelowanych dobrach majątku Taszewo (obszary leśne) zaczęła powstawać wieś Ciemniki. W połowie XIX wieku w pobliżu Ciemnik rozwinęły się osady: Łazy (Laski), Pleśno i Węglarki. Zapewne na początku lat osiemdziesiątych XIX stulecia Ciemnikom nadano status gminy jako Ciemniki - Węglarki.
Pierwsze informacje o obszarze wsi pochodzą z 1885 r. i podają, ze areał osad: Ciemniki Łazy, Pleśno, Węglarki liczył 298 ha. Pierwsze dane liczbowe o mieszkańcach wsi pochodzą z 1885 r. i podają, że w gminie Ciemniki-Węglarki zamieszkiwało 447 osób: w Ciemnikach - 113, w Laskach - 101, w Pleśnie - 88, w Węglarkach - 145 osób. Pod względem wiary dominowała ludność wyznania katolickiego (głównie Polacy) - 253, ewangelików było 194. Krótko przed wybuchem wojny (1939 r.) w sołectwie Ciemniki żyło 493 mieszkańców, z czego Polaków było 471, natomiast Niemców - 22. Już w 1820 r. w Węglarkach otwarto jednoklasową szkołę, do której uczęszczały dzieci z Ciemnik, Węglarek, Pleśna, Łazów, a do lat sześćdziesiątych XIX wieku również z Dubielna i Wilczego Błota. W latach siedemdziesiątych XIX stulecia w Węglarkach postawiono nowy, murowany budynek szkolny, który przetrwał do dziś (po zamknięciu szkoły w 1975 r. pełni funkcje mieszkaniowe).